# Уелингтън
Вижте пояснителната страница за други значения на Уелингтън.
Уелингтън (на английски: Wellington; на маорски Te Whanganui a Tara или Poneke) е столицата на Нова Зеландия, най-голямата урбанизирана зона, най-гъсто населената столица в Океания и най-южната столица в света.
Намира се в областта Уелингтън в южната част на Северния остров близо до географския център на страната.
Разположен в близост до пристанище сред китни и зелени хълмове. Градът е жертва на едни от най-силните ветрове на света и също така на сравнително честите земетресения, от които е бил почти изцяло разрушен през 1848 и 1855 г. Населението на града е около 393 600 души (2010).

## История
Първата европейска колония тук е основана през 1839 с пристигането на кораба Тори. На следващата година с кораба Аурора пристигат още 150 заселници. Първоначално те се установяват северно от днешните граници на града. Пълноводните разливи на река Хът обаче ги кара да преместят селището по на юг. Името на града е в чест на лорд Артър Уелсли, първия Херцог на Уелингтън – победителя в Битката при Ватерло (1815).
Днес градът е център на политическия и културен живот на Нова Зеландия. Тук заседава Парламентът, тук са министерствата и седалищата на всички дипломатически мисии в страната. Градът приютява и Националния музей на Нова Зеландия, Кралския новозеландски балет и Новозеландския симфоничен оркестър.

## Климат
Климатът в Уелингтън е умерен морски. Температурата рядко е над 25 °C или под 4 °C. Най-високата измерена температура е 31.1 °C, а най-ниската е −1.9 °C. Столицата обаче е известна с бурни южни ветрове през зимата, които са причина температурата да се усеща като много по-ниска. Като цяло времето в града е много ветровито целогодишно и се наблюдава високо количесто на валежите. Често срещано е образуването на слана в хълмистите предградия на града. Снеговалежите са рядко срещани. Количеството на валежите е най-високо през юни и юли.
| Климатични данни за Уелингтън      | Климатични данни за Уелингтън | Климатични данни за Уелингтън | Климатични данни за Уелингтън | Климатични данни за Уелингтън | Климатични данни за Уелингтън | Климатични данни за Уелингтън | Климатични данни за Уелингтън | Климатични данни за Уелингтън | Климатични данни за Уелингтън | Климатични данни за Уелингтън | Климатични данни за Уелингтън | Климатични данни за Уелингтън | Климатични данни за Уелингтън |
| Месеци                             | яну.                          | фев.                          | март                          | апр.                          | май                           | юни                           | юли                           | авг.                          | сеп.                          | окт.                          | ное.                          | дек.                          | Годишно                       |
| Средни максимални температури (°C) | 20,3                          | 20,6                          | 19,1                          | 16,6                          | 14,3                          | 12,2                          | 11,4                          | 12,2                          | 13,7                          | 14,9                          | 16,6                          | 18,5                          | 15,9                          |
| Средни температури (°C)            | 16,9                          | 17,2                          | 15,8                          | 13,7                          | 11,7                          | 9,7                           | 8,9                           | 9,4                           | 10,8                          | 12,0                          | 13,5                          | 15,4                          | 12,9                          |
| Средни минимални температури (°C)  | 13,5                          | 13,8                          | 12,6                          | 10,7                          | 9,1                           | 7,2                           | 6,3                           | 6,7                           | 7,9                           | 9,0                           | 10,3                          | 12,2                          | 9,9                           |
| Средни месечни валежи (mm)         | 75,7                          | 69,8                          | 87,1                          | 83,6                          | 112,9                         | 132,8                         | 137,5                         | 113,7                         | 97,8                          | 114,9                         | 97,0                          | 84,4                          | 1207,1                        |
| ---------------------------------- | ----------------------------- | ----------------------------- | ----------------------------- | ----------------------------- | ----------------------------- | ----------------------------- | ----------------------------- | ----------------------------- | ----------------------------- | ----------------------------- | ----------------------------- | ----------------------------- | ----------------------------- |
| Източник: NIWA                     |                               |                               |                               |                               |                               |                               |                               |                               |                               |                               |                               |                               |                               |

## Личности
Родени
- Ръсел Кроу (р. 1964), новозеландски актьор
- Катрин Мансфийлд (1888 – 1923), новозеландска и британска писателка
- Карл Ърбан (р. 1972), новозеландски актьор
- Ричард Къртис (р. 1956), новозеландски актьор и режисьор
- Фран Уолш (р. 1959), новозеландска сценаристка и продуцент, трикратна носителка на Оскар